# Великая Раёвка
Великая Раёвка (бел. Вялікая Раёўка) — деревня в Копыльском районе Минской области Беларуси. Входит в состав Тимковичского сельсовета. Образовалась в результате слияния в 1961 году Великой Раёвки и Малой Раёвки.

## География
Деревня расположена в 22 км в направлении на запад от города Копыль, в 137 км от Минска, в 13 км от железнодорожной станции Тимковичи, около автомобильной дороги Р-107.
Ближайшие населённые пункты Богоровщина, Коловка, Раёк и др.

## Топонимика
По одной из версий название произошло от близлежащего малого населённого пункта Раёк, возникшего исторически первым, который был раем для населявших его жителей, как в плане расположения, так и в плане плодородия земель. По другой версии, название населённого пункта произошло от близлежащей речки Раёк, которая протекала вдоль деревни. Многие местные жители придерживаются именно второй версии.
На российской военно-топографической карте 2-й половины XIX в. отмечен населённый пункт Бол. Раювка и Мал. Раювка.
Одной из самых древних карт с упоминанием Раёвки является карта Минской губернии 1800 года, оригиналы которой хранятся в Национальном историческом музее Республики Беларусь (Минск), на которой также присутствуют два населённых пункта Раевка (Малая и Великая).
В «Географическом словаре Королевства Польского и других славянских стран» 1880—1902 г. есть информация о 2-х сёлах Слуцкого уезда недалеко от дороги Тимковичи — Несвиж. В разделе населённого пункта Rajówka говорится о Mała-Rajówka и Wielka-Rajówka. Также говорится, что до 1874 года эти населённые пункты принадлежали Клецкой ординации. Также говорится, что в 1775 году возник спор между какими-то Kurzenieckiemi, при решение этого спора было применено конституционное право.
В книге «Инвентари магнатских владений Беларуси XVII—XVIII вв.: Владение Тимковичи» упомянут ключ Раевский со 125 с лишним волок пахотной земли в 1778 году. Волока, как известно — единица измерения площади, равная 30 моргам или 20 десятинам (21,36 га).
Анализируя данные о крупнейших частных землевладельцах Слуцкого уезда 1861—1900 г.г. можно найти информацию о Пульяновской Олимпии Онуфриевне, которая была дворянкой католического вероисповедания, имела 350 десятин, фольварки Малая Раевка, Емельяново, Юстиново, Дукоровщизна.

## История
Известна с XVI века. В 1586 году имение Расука, собственность Богуша в Слуцком княжестве Великого княжества Литовского. С 1791 года деревня в Случерецком повете. С 1793 года — в составе Российской империи, в Слуцком уезде Минской губернии.
С 1860-х гг. — Великая Раёвка и Малая Раёвка. В 1870 году деревня Великая Раёвка в Потейковской волости Слуцкого уезда Минской губернии.
С 1924 года центр сельсовета Копыльского района Слуцкого округа БССР. С 1927 года — в составе Минского округа. С 1930 года — непосредственно в Копыльском районе. В 1935–1938 гг. — в составе Слуцкого округа. С 1938 года — в Минской области.
В 1941–1944 гг. оккупирована немецко-фашистскими захватчиками.
С 1944 года — в Копыльском районе Бобруйской, с 1954 года — Минской областей.
В 1961 году Великая и Малая Раёвки объединились в одну деревню.
До 28 мая 2013 года деревня входила в состав Великораевского сельсовета.

## Население

### Численность
- 2019 год — 217 жителей

### Динамика
- 1996 год — 427 жителей, 195 дворов[6]
- 1999 год — 402 жителей (перепись населения)
- 2009 год — 284 жителей (перепись населения)[4]
- 2019 год — 217 жителей (перепись населения)

## Экономика
- Филиал «Великая Раёвка» ОАО «Криница»
- Виноградник

## События и мероприятия
- 2021 год — обряд "Зажинки"
- 2024 год — районный фестиваль "Дожинки"

## Достопримечательность
- Усадьба
- Парк
- ДОТы (1930-е)
- Могила жертв фашизма
- Тематическая арт-инсталляция в память о жертвах фашистской оккупации и сожжённых деревнях (2020)
- Часовня в честь Казанской иконы Божией Матери

### Памятник, скульптура
- Памятник односельчанам, погибшим в годы Великой Отечественной войны
- Памятник на месте боя 1942 года[6][7]

## Галерея

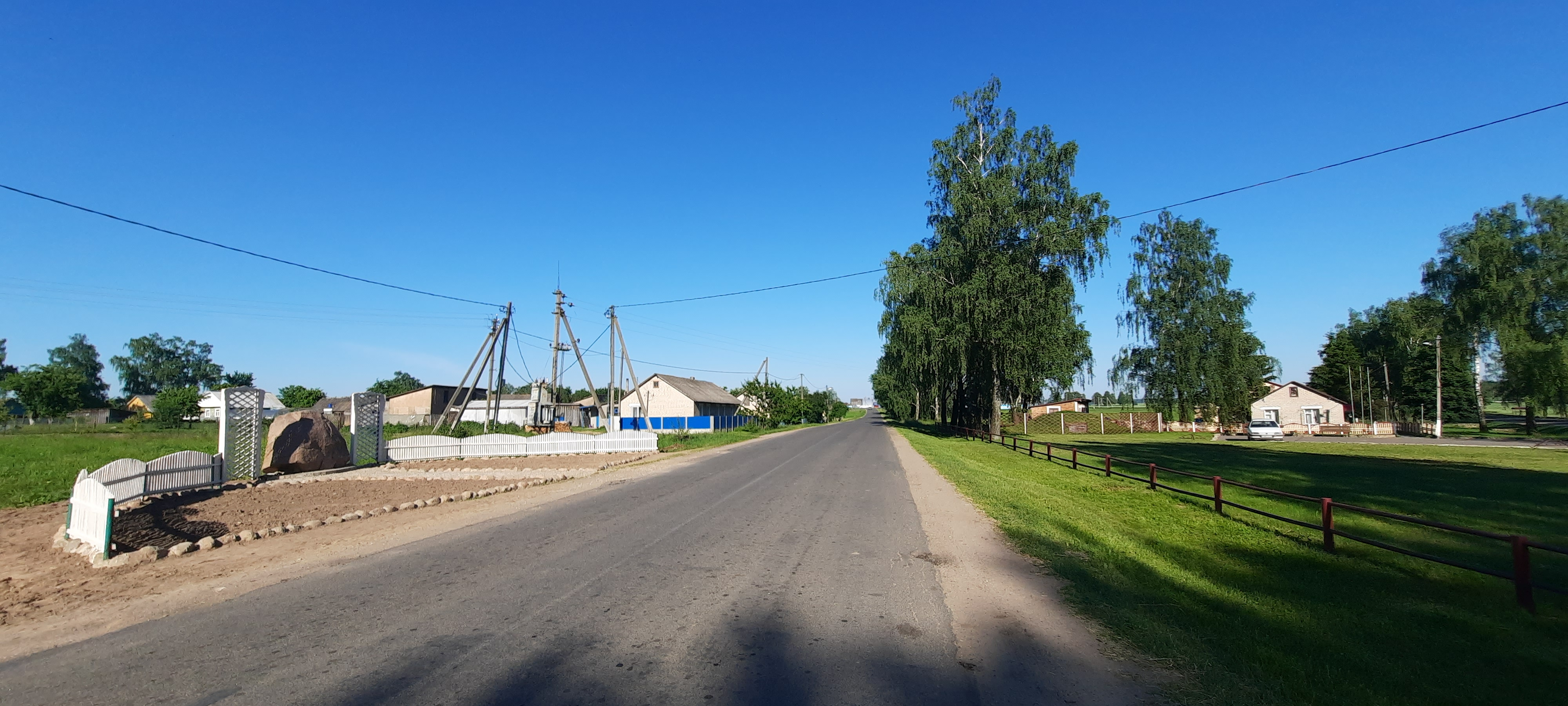
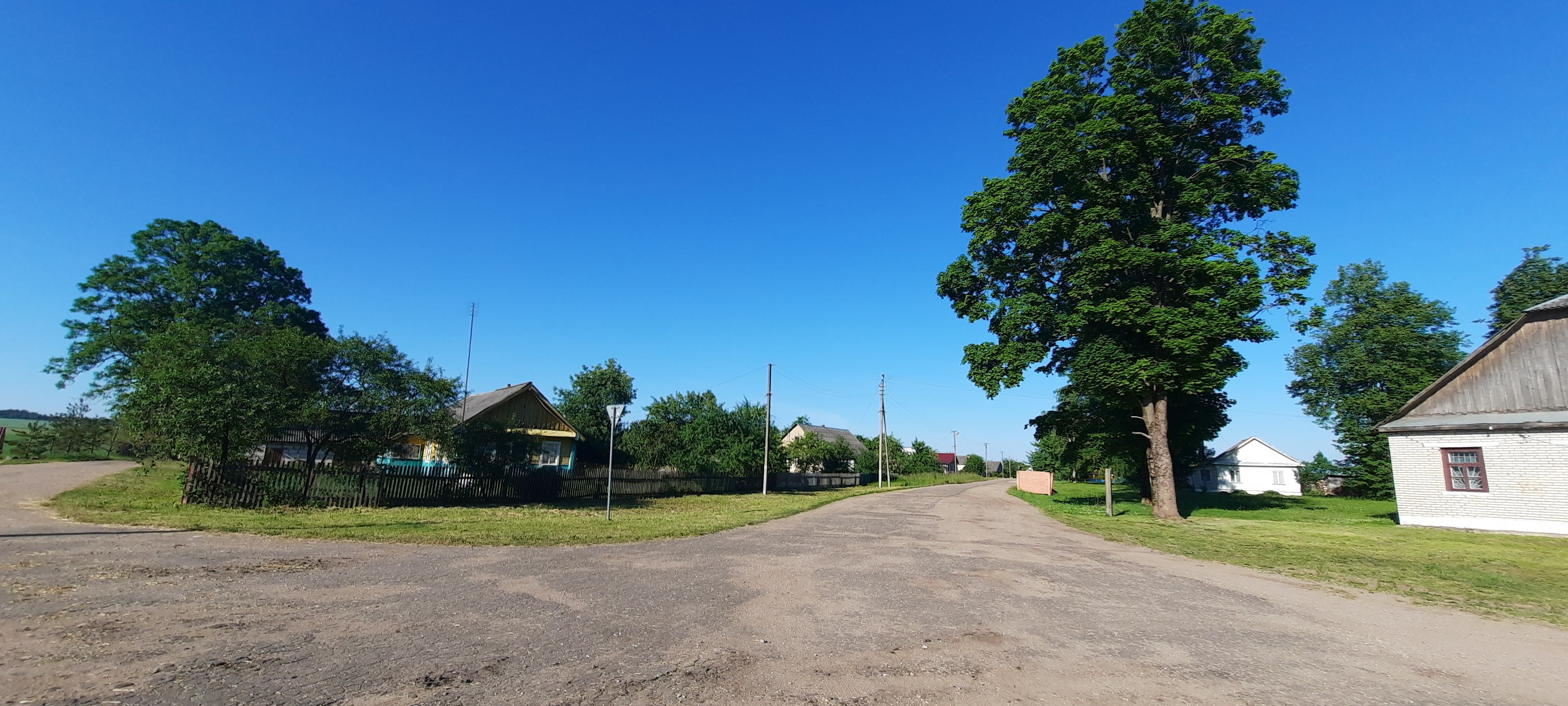